# Industrial (album)
Industrial è il primo album in studio del gruppo musicale britannico Pitchshifter, pubblicato nel 1991.

## Tracce
1. Landfill – 3:50 (Mark Clayden, Jonathan Alan Carter)
2. Brutal Cancroid – 5:09 (Carter, Clayden, Stuart E. Toolin)
3. Gravid Rage – 3:25 (Clayden, Carter)
4. New Flesh – 4:34 (Clayden, Carter)
5. Catharsis – 5:39 (Val)
6. Skin Grip – 5:19 (Clayden, Carter)
7. Inflammator – 4:10 (Clayden, Carter)
8. Eye – 6:44 (Clayden, Carter)

## Formazione
- Mark Clayden – basso, voce
- Stuart E. Toolin – chitarra
- Johnny A. Carter – chitarra, tastiera, programmazione
- J.S. Clayden – cori